# Docteur Mabuse le joueur
Pour les articles homonymes, voir Mabuse (homonymie).
Série Docteur Mabuse
Le Testament du docteur Mabuse
(1933)
Pour plus de détails, voir Fiche technique et Distribution.
Docteur Mabuse le joueur (Doktor Mabuse, der Spieler) est un film allemand muet en noir et blanc, en deux parties de Fritz Lang sorti en 1922.
- Première partie : Le Joueur, une image de notre temps (155 minutes)
- Deuxième partie : Inferno, une pièce sur les hommes de ce temps (115 minutes)

Le film est également connu en français sous les titres Le Docteur Mabuse et Mabuse le joueur.

## Synopsis
Le film s'ouvre sur une opération de spéculation boursière magistralement orchestrée par le docteur Mabuse (1re séquence). On retrouve ensuite le docteur Mabuse sous son identité officielle donnant une conférence sur la psychologie (2e séquence) puis le film relate ses exactions et les efforts du procureur von Wenck pour y mettre un terme. Le titre de joueur est lié à un lieu central de l'action, un cercle de jeu clandestin où le docteur Mabuse croise une bourgeoisie désœuvrée et exerce ses pouvoirs d'hypnose et de suggestion. C'est notamment là qu'il rencontre le comte Told et que, épris de la comtesse, il va s'acharner à précipiter sa déchéance.

## Fiche technique
- Titres français : Docteur Mabuse le joueur (Le Docteur Mabuse et Mabuse le joueur)
- Titre original : Doktor Mabuse, der Spieler
- Réalisation : Fritz Lang
- Scénario : Thea von Harbou, d'après le roman de Norbert Jacques
- Images : Carl Hoffmann (et Erich Nitzschmann pour le second négatif)
- Décor : Carl Stahl-Urach, Otto Hunte, Erich Kettelhut, Karl Vollbrecht
- Costumes : Vally Reinecke
- Production : Uco-Film
- Pays de production :  République de Weimar
- Format : Noir et blanc - 1,33:1 - muet - 35 mm
- Durée : 297 minutes (4 h 57 min) (2 parties restaurées)
- Dates de sortie :
  - République de Weimar : 27 avril 1922 (première partie) - 26 mai 1922 (deuxième partie)
  - France : 13 juin 1924 (Paris)
  - États-Unis : 8 août 1927 (New York)

## Distribution
- Rudolf Klein-Rogge : le docteur Mabuse
- Aud Egede Nissen : Cara Carozza, la danseuse
- Gertrude Welcker : la comtesse Told
- Alfred Abel : le comte Told
- Bernhard Goetzke : le procureur von Wenk
- Paul Richter : Edgar Hull, le millionnaire
- Robert Forster-Larrinaga : Spoerri
- Grete Berger : Fine, une servante
- Erich Walter (non crédité)
- Anita Berber (non créditée)
- Erner Huebsch (non crédité)
- Olaf Storm (non crédité)

## Commentaires
Après avoir révélé son talent de cinéaste novateur avec Les Trois Lumières (Der müde Tod) l'année précédente, Fritz Lang confirme avec ce film qu'il est un créateur de génie et un maître de l'expressionnisme allemand (bien qu'il en ait refusé l'étiquette) avec F.W. Murnau.
Adapté du roman de Norbert Jacques par Thea von Harbou, Le Docteur Mabuse (Dr. Mabuse, der Spieler) se veut une peinture de la société allemande sous la fragile République de Weimar. Fritz Lang y met en scène le docteur Mabuse, un génie du crime dont l'ambition est d'étendre son pouvoir à toute la ville (Berlin) et à tous les hommes. D'une durée de 297 minutes en version restaurée, la fresque était à l'origine présentée en deux parties : Dr Mabuse, der Spieler - Ein Bild der Zeit (Tableau d'une époque) et Inferno - Menschen der Zeit (Hommes d'une époque).
En dehors de l'esthétique visuelle expressionniste, qui compte pour beaucoup dans la fascination qu'exerce le film, Le Docteur Mabuse est remarquable par son montage créatif. Alors que Fritz Lang avait pu s'inspirer de la série des Fantômas de Louis Feuillade (on pense notamment aux plans du criminel face caméra pour marquer les temps forts selon le déguisement du criminel), il inaugure une nouvelle dimension de la narration cinématographique où l'action ne se déroule pas simplement dans le plan mais où chaque plan, chaque coupe vise à créer l'émotion, le suspense et donc un rythme, une tension propre à l'histoire racontée. On raconte qu'Eisenstein, subjugué par ce montage, se serait acharné à en démonter et remonter une copie pour le comprendre.

### Médias
Le film issu du site internet Watchmovies (en)